# Донник волжский
Донник волжский (лат. Melilótus wólgicus) — вид травянистых растений, относящийся к роду Донник семейства Бобовые (Fabaceae).
Обычно двулетнее растение с рыхлыми белоцветковыми кистями, встречающееся на юге степной зоны, часто по солонцам.

## Ботаническое описание
Двулетнее, реже однолетнее, растение с прямостоячим стеблем до метра высотой, разветвлённым от основания, в верхней части несколько опушённым.
Листья тройчатые, с шиловидными прилистниками 6—8 мм длиной. Нижние листья с ромбически-яйцевидными зубчатыми листочками, верхние — с продолговато-ланцетными, нередко почти цельнокрайными.
Цветки 3—3,5 мм длиной, собраны по 30—80 в очень рыхлые кисти 5—10 см длиной, на тонких цветоножках около 4 мм длиной. Чашечка пятизубчатая, 1 мм длиной. Венчик белого цвета. Завязь голая.
Бобы голые, 4—5 мм длиной, в зрелом состоянии жёлто-бурые, часто односемянные. Семена 2,5 мм длиной.

## Распространение
Встречается в южных степях, по солонцам, по долинам рек Украины, южного Заволжья, на севере Казахстана.

## Таксономия
Melilotus wolgicus Poir., Encycl. Suppl. 3: 648 (1814) ['wolgica'].

### Синонимы
- Melilotus integerrimus Steven ex Trautv., 1841, nom. nud.
- Melilotus laxus Steven ex Trautv., 1841, nom. nud.
- Melilotus ruthenicus (M.Bieb.) Ser., 1825
- Trigonella wolgica (Poir.) Coulot & Rabaute, 2013
- Trifolium ruthenicum M.Bieb., 1819